# Aeroportul Jijel Ferhat Abbas
Aeroportul Jijel Ferhat Abbas (IATA: GJL, ICAO: DAAV) este un aeroport din Taher, Districtul Taher, Provincia Jijel, Algeria ce deservește zona Taher. Aeroportul a fost tranzitat în 2020 de 16.379 de pasageri. A fost numit după Ferhat Abbas⁠(d).
Situat la o altitudine de 11 m, aeroportul dispune de 1 pistă.

## Infrastructură

### Piste
Aeroportul dispune de o singură pistă. Pista are orientarea 17/35. 